# 김용균 (1954년)
김용균(金龍均, 1954년 ~ )은 서울행정법원, 서울가정법원 등에서 법원장을 역임한 법조인이다.

## 생애
1954년 전라북도 익산시에서 태어난 김용균은 남성고등학교와 서울대학교 법학과를 졸업하고 1977년 제19회 사법시험 합격해 제9기 사법연수원과 공군 복무관을 마치고 판사에 임용되었다. 
2006년 8월 법원장으로 승진하여 의정부지방법원, 서울북부지방법원, 서울행정법원 서울가정법원에서 법원장을 역임하다가 2010년 2월 법관에서 물러나 법무법인 바른에서 변호사를 하고 있으며 2010년 6월 연탄은행 홍보대사를 맡았다.
의정부지방법원 법원장으로 재직하던 2007년 대법원 소식지 『법원사람들』3월호에서 서울고등법원 부장판사로 재직하던 2005년 존속 살해 혐의로 기소돼 1심에서 징역 10년이 선고된 20대 피고인의 항소심 재판장을 맡은 과거를 회상하면서 "세상이 아무리 돈으로 값을 매기는 판국이어도 효도는 꼭 그런 것만은 아닐 성 싶다"며 "그저 부모님 곁에 함께 있어 드리는 게 가장 손쉽고 올바른 길이라고 생각하고, 그냥 자주 뵙고 업어 드릴 일이다"고 했다.
서울북부지방법원에서 법원장을 할 때 동료 판사, 직원들과 함께 서울 중계동 달동네 독거노인들에게 연탄과 쌀을 배달하는 봉사활동을 하면서 "소소한 나눔으로도 세상이 참 따뜻해지구나"라고 느꼈던 김용균은 변호사로 있으면서 2010년 6월에 연탄은행 홍보대사를 맡았다.
서울행정법원장으로 재직하던 2009년 7월 23일에 서울지방변호사회에 의해 박병대 서울중앙지방법원 민사수석부장판사, 강병섭 변호사와 함께 대법관 후보로 대한변호사협회에 추천되었다.

## 저서
- <소중한 인연: 아버지 서재에서 놀다>(생각을 담는 집, 2011년 9월 15일 출판)
- <능수벚꽃 아래서>(리토피아, 2016년 9월 10일 출판)

## 주요 판결
- 서울고등법원 형사6부 재판장으로 재직하던 2004년 7월 21일에 재독 사회학자 송두율에 대해 "정치국 후보위원으로 선임돼 지도적 임무에 활동했다는 점에 대해서는 증거가 없다"며 무죄로 판단하였지만, 1990년대초 북한에 5차례 입북한 반국가단체로의 잠입.탈출과 북한 노동당에 가입했으면서도 이를 부인하며 황장엽에 대해 소송을 제기한 사기 미수에 대해 유죄로 판단하면서 "송두율 개인에 대해서는 숭고한 자유 정신과 뜨거운 동포애로 수용하는 것이 조국의 평화적 통일을 앞당기는 데 도움이 된다고 본다"면서 징역7년을 선고한 원심을 깨고 징역3년 집행유예5년을 선고했다.[4] 이와 관련하여 북한이 "송두율은 노동당 정치국 후보위원이 아니다"라고 밝힌 가운데[5] 판결 직후에 언론사 인터뷰를 통해 심경을 밝히면서 "이념 문제 해결에 있어 단초가 되길 바란다"고 했다.[6] 8월 18일에 포스코 계열사에 타이거풀스인터내셔널 주식을 시세보다 비싸게 매입하도록 지시한 혐의(특경가법상 배임)로 불구속 기소되어 1심에서 징역1년6월 집행유예2년을 선고받은 유상부 전 포스코 회장에 대해 원심을 파기하고 무죄를 선고했다.[7]